# ホーランド＝ドジャー＝ホーランド
ホーランド＝ドジャー＝ホーランド（Holland-Dozier-Holland）は、ブライアン・ホーランド（Brian Holland、1941年2月15日 - ）、ラモント・ドジャー（Lamont Dozier、1941年6月16日 - 2022年8月8日）、エディ・ホーランド（Eddie Holland、1939年10月30日 - ）からなるアメリカのソングライター兼プロデューサーのトリオである。
全員がミシガン州デトロイト出身。1960年代にモータウンの専属ソングライターとしてその黄金時代を支え、ダイアナ・ロス&スプリームス、フォー・トップスらの数多くのヒット曲を世に送り出した。

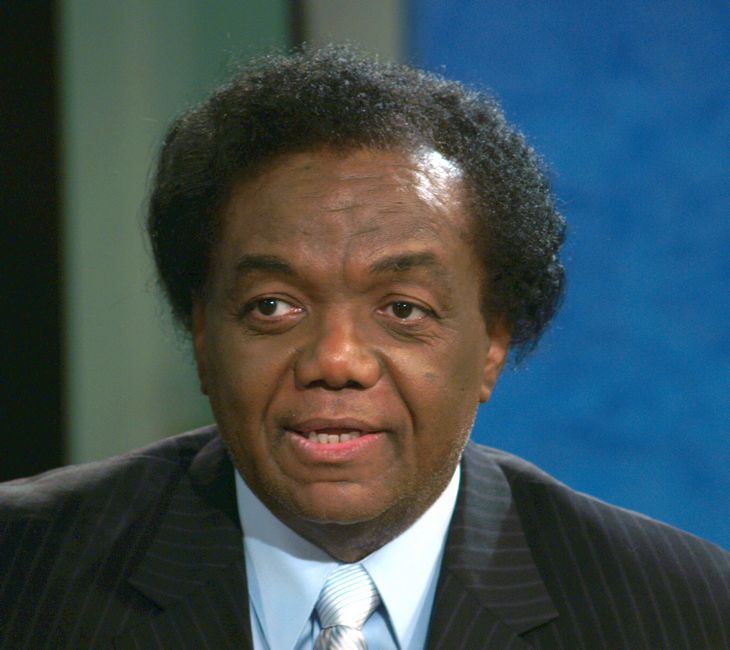
ラモント・ドジャー

1967年、彼等はモータウンを離れてインビクタス／ホットワックス・レーベルを設立するが、モータウン時代ほどの成功には至らなかった。モータウンにトリオ名の使用を差し止められたため、この時期の作品は「ロナルド・ダンバー、エディス・ウェイン（Ronald Dunbar, Edith Wayne）」の偽名でクレジットされている。後にドジャーはソロ歌手に転向し、1970年代半ばにトリオを脱退した。
現在は再びホーランド＝ドジャー＝ホーランドとして、HDHレコードを主宰している。

## 主な制作楽曲
- 「ヒート・ウェイヴ」　マーサ&ザ・ヴァンデラス（1963年）
- 「ミッキーズ・モンキー」　ザ・ミラクルズ（1963年）
- 「恋のキラキラ星」　スプリームス（1963年）
- 「愛はどこへ行ったの」　スプリームス（1964年）
- 「ベイビー・ラヴ　スプリームス（1964年）
- "Baby I Need Your Loving"　フォー・トップス（1964年）
- "How Sweet It Is (To Be Loved by You)"　マーヴィン・ゲイ（1964年）
- 「ストップ・イン・ザ・ネイム・オブ・ラヴ」　スプリームス（1965年）
- "I Can't Help Myself (Sugar Pie, Honey Bunch)"　フォー・トップス（1965年）
- "Back in My Arms Again"　スプリームス（1965年）
- "I Hear a Symphony"　スプリームス（1965年）
- 「リーチ・アウト・アイル・ビー・ゼア」　フォー・トップス（1966年）
- 「ジス・オールド・ハート・オブ・マイン」　アイズレー・ブラザーズ（1966年）
- 「恋はあせらず」　スプリームス（1966年）
- 「ユー・キープ・ミー・ハンギン・オン」　スプリームス（1966年）
- 「恋ははかなく」　スプリームス（1967年）
- 「ジミー・マック」　マーサ&ザ・ヴァンデラス（1967年）